# Sistema de Cronquist
Arthur Cronquist desarrolló sistemas de taxonomía vegetal. Entre ellosː

## Sistema de Cronquist, Takhtajan & Zimmermann (1966)
Los taxónomos Arthur Cronquist (Nueva York), Armén Takhtaján (Leningrado) y Walter Zimmermann (Tübingen) desarrollaron conjuntamente un sistema para las plantas terrestresː
Subregnum Embryobionta
1. divisio Rhyniophyta
2. divisio Bryophyta
  1. classis Anthoceratae
  2. classis Marchantiatae
  3. classis Bryatae
3. divisio Psilotophyta
4. divisio Lycopodiophyta
5. divisio Equisetophyta
6. divisio Polypodiophyta
7. divisio Pinophyta
  1. subdivisio Cycadicae
  2. subdivisio Pinicae
  3. subdivisio Gneticae
8. divisio Magnoliophyta
  1. classis Magnoliatae
  2. classis Liliatae

## Clasificación clásica (Cronquist, 1981)
El sistema de Cronquist es un esquema de clasificación para plantas con flor (angiospermas). Este sistema fue desarrollado por Arthur Cronquist en sus textos: An Integrated System of Classification of Flowering Plants ("Un sistema integrado de clasificación de las angiospermas"), publicado en 1981, y The Evolution and Classification of Flowering Plants ("La evolución y clasificación de las angiospermas"), publicado en 1988.
El sistema llama a las angiospermas Magnoliophyta, taxón ubicado en la categoría taxonómica de División. Divide al taxón en dos extensas clases: Liliopsida (cuya circunscripción coincide con lo que conocemos como monocotiledóneas) y Magnoliopsida (cuya circunscripción coincide con lo que conocemos como dicotiledóneas).
Esta clasificación fue muy popular, tanto en su forma original como en versiones adaptadas, sin embargo, con los análisis moleculares de ADN hechos desde la década del '90 el árbol filogenético de las angiospermas se modificó drásticamente, debiendo hacer profundos cambios en los sistemas de clasificación "tradicionales" como este. Hoy en día muchos botánicos están adoptando la Clasificación filogenética APG para los órdenes y familias de angiospermas. 
El sistema, tal como se establece en su versión de 1981, es el siguiente:

### ClaseMagnoliopsida

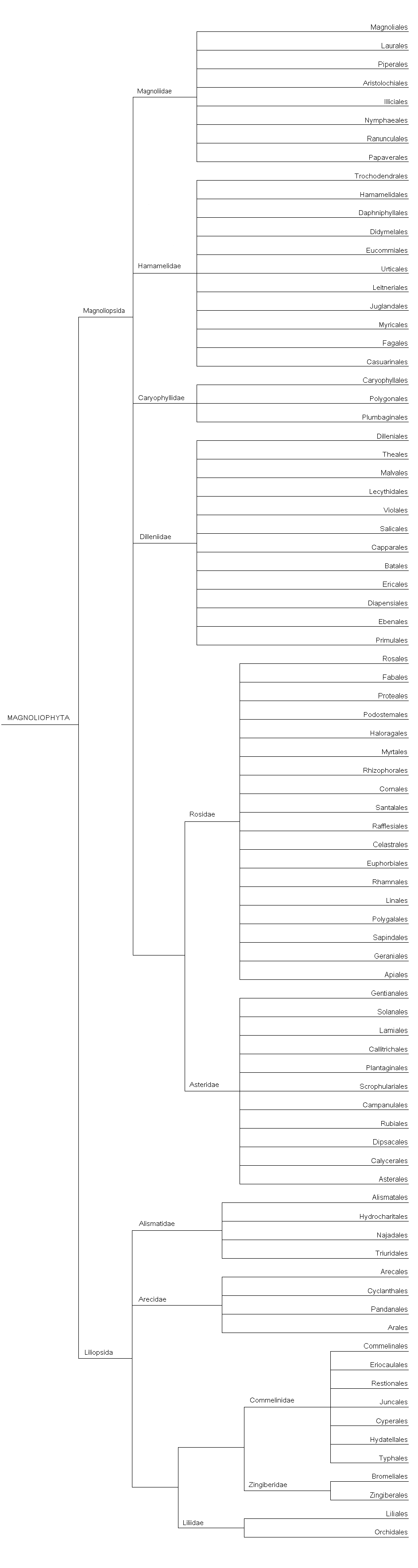
Cladograma del sistema de Cronquist.

1. Subclase Magnoliidae (principalmente dicotiledóneas basales)
  1. Orden Magnoliales
    1. Winteraceae
    2. Degeneriaceae
    3. Himantandraceae
    4. Eupomatiaceae
    5. Austrobaileyaceae
    6. Magnoliaceae
    7. Lactoridaceae
    8. Annonaceae
    9. Myristicaceae
    10. Canellaceae

  2. Orden Laurales
    1. Amborellaceae
    2. Trimeniaceae
    3. Monimiaceae
    4. Gomortegaceae
    5. Calycanthaceae
    6. Idiospermaceae
    7. Lauraceae
    8. Hernandiaceae

  3. Orden Piperales
    1. Chloranthaceae
    2. Saururaceae
    3. Piperaceae

  4. Orden Aristolochiales
    1. Aristolochiaceae

  5. Orden Illiciales
    1. Illiciaceae
    2. Schisandraceae

  6. Orden Nymphaeales
    1. Nelumbonaceae
    2. Nymphaeaceae
    3. Barclayaceae
    4. Cabombaceae
    5. Ceratophyllaceae

  7. Orden Ranunculales
    1. Ranunculaceae
    2. Circaeasteraceae
    3. Berberidaceae
    4. Sargentodoxaceae
    5. Lardizabalaceae
    6. Menispermaceae
    7. Coriariaceae
    8. Sabiaceae

  8. Orden Papaverales
    1. Papaveraceae
    2. Fumariaceae
2. Subclase Hamamelidae [sic: correctamente Hamamelididae]
  1. Orden Trochodendrales
    1. Tetracentraceae
    2. Trochodendraceae

  2. Orden Hamamelidales
    1. Cercidiphyllaceae
    2. Eupteleaceae
    3. Platanaceae
    4. Hamamelidaceae
    5. Myrothamnaceae

  3. Orden Daphniphyllales
    1. Daphniphyllaceae

  4. Orden Didymelales
    1. Didymelaceae

  5. Orden Eucommiales
    1. Eucommiaceae

  6. Orden Urticales
    1. Barbeyaceae
    2. Ulmaceae
    3. Cannabaceae
    4. Moraceae
    5. Cecropiaceae
    6. Urticaceae

  7. Orden Leitneriales
    1. Leitneriaceae

  8. Orden Juglandales
    1. Rhoipteleaceae
    2. Juglandaceae

  9. Orden Myricales
    1. Myricaceae

  10. Orden Fagales
    1. Balanopaceae
    2. Ticodendraceae
    3. Fagaceae
    4. Nothofagaceae
    5. Betulaceae

  11. Orden Casuarinales
    1. Casuarinaceae
3. Subclase Caryophyllidae
  1. Orden Caryophyllales
    1. Phytolaccaceae
    2. Achatocarpaceae
    3. Nyctaginaceae
    4. Aizoaceae
    5. Didiereaceae
    6. Cactaceae (familia de los cactus)
    7. Chenopodiaceae
    8. Amaranthaceae
    9. Portulacaceae
    10. Basellaceae
    11. Molluginaceae
    12. Caryophyllaceae

  2. Orden Polygonales
    1. Polygonaceae

  3. Orden Plumbaginales
    1. Plumbaginaceae
4. Subclase Dilleniidae
  1. Orden Dilleniales
    1. Dilleniaceae
    2. Paeoniaceae

  2. Orden Theales
    1. Ochnaceae
    2. Sphaerosepalaceae
    3. Sarcolaenaceae
    4. Dipterocarpaceae
    5. Caryocaraceae
    6. Theaceae (familia del té)
    7. Actinidiaceae
    8. Scytopetalaceae
    9. Pentaphylacaceae
    10. Tetrameristaceae
    11. Pellicieraceae
    12. Oncothecaceae
    13. Marcgraviaceae
    14. Quiinaceae
    15. Elatinaceae
    16. Paracryphiaceae
    17. Medusagynaceae
    18. Clusiaceae

  3. Orden Malvales
    1. Elaeocarpaceae
    2. Tiliaceae
    3. Sterculiaceae
    4. Bombacaceae
    5. Malvaceae

  4. Orden Lecythidales
    1. Lecythidaceae

  5. Orden Nepenthales
    1. Sarraceniaceae
    2. Nepenthaceae
    3. Droseraceae

  6. Orden Violales
    1. Flacourtiaceae
    2. Peridiscaceae
    3. Bixaceae
    4. Cistaceae
    5. Huaceae
    6. Lacistemataceae
    7. Scyphostegiaceae
    8. Stachyuraceae
    9. Violaceae
    10. Tamaricaceae
    11. Frankeniaceae
    12. Dioncophyllaceae
    13. Ancistrocladaceae
    14. Turneraceae
    15. Malesherbiaceae
    16. Passifloraceae
    17. Achariaceae
    18. Caricaceae
    19. Fouquieraceae
    20. Hoplestigmataceae
    21. Cucurbitaceae
    22. Datiscaceae
    23. Begoniaceae
    24. Loasaceae

  7. Orden Salicales
    1. Salicaceae

  8. Orden Capparales
    1. Tovariaceae
    2. Capparaceae
    3. Brassicaceae
    4. Moringaceae
    5. Resedaceae

  9. Orden Batales
    1. Gyrostemonaceae
    2. Bataceae

  10. Orden Ericales
    1. Cyrillaceae
    2. Clethraceae
    3. Grubbiaceae
    4. Empetraceae
    5. Epacridaceae
    6. Ericaceae
    7. Pyrolaceae
    8. Monotropaceae

  11. Orden Diapensiales
    1. Diapensiaceae

  12. Orden Ebenales
    1. Sapotaceae
    2. Ebenaceae
    3. Styracaceae
    4. Lissocarpaceae
    5. Symplocaceae

  13. Orden Primulales
    1. Theophrastaceae
    2. Myrsinaceae
    3. Primulaceae
5. Subclase Rosidae
  1. Orden Rosales
    1. Brunelliaceae
    2. Connaraceae
    3. Eucryphiaceae
    4. Cunoniaceae
    5. Davidsoniaceae
    6. Dialypetalanthaceae
    7. Pittosporaceae
    8. Byblidaceae
    9. Hydrangeaceae
    10. Columelliaceae
    11. Grossulariaceae
    12. Greyiaceae
    13. Bruniaceae
    14. Anisophylleaceae
    15. Alseuosmiaceae
    16. Crassulaceae
    17. Cephalotaceae
    18. Saxifragaceae
    19. Rosaceae (familia de las rosas)
    20. Neuradaceae
    21. Crossosomataceae
    22. Chrysobalanaceae
    23. Surianaceae
    24. Rhabdodendraceae

  2. Orden Fabales
    1. Mimosaceae
    2. Caesalpiniaceae
    3. Papilionaceae

  3. Orden Proteales
    1. Elaeagnaceae
    2. Proteaceae

  4. Orden Podostemales
    1. Podostemaceae

  5. Orden Haloragales
    1. Haloragaceae
    2. Gunneraceae

  6. Orden Myrtales
    1. Sonneratiaceae
    2. Lythraceae
    3. Penaeaceae
    4. Crypteroniaceae
    5. Thymelaeaceae
    6. Trapaceae
    7. Myrtaceae
    8. Punicaceae
    9. Onagraceae
    10. Oliniaceae
    11. Melastomataceae
    12. Combretaceae

  7. Orden Rhizophorales
    1. Rhizophoraceae

  8. Orden Cornales
    1. Alangiaceae
    2. Nyssaceae
    3. Cornaceae
    4. Garryaceae

  9. Order Santalales
    1. Medusandraceae
    2. Dipentodontaceae
    3. Olacaceae
    4. Opiliaceae
    5. Santalaceae
    6. Misodendraceae
    7. Loranthaceae
    8. Viscaceae
    9. Eremolepidaceae
    10. Balanophoraceae

  10. Orden Rafflesiales
    1. Hydnoraceae
    2. Mitrastemonaceae
    3. Rafflesiaceae

  11. Orden Celastrales
    1. Geissolomataceae
    2. Celastraceae
    3. Hippocrateaceae
    4. Stackhousiaceae
    5. Salvadoraceae
    6. Aquifoliaceae
    7. Icacinaceae
    8. Aextoxicaceae
    9. Cardiopteridaceae
    10. Corynocarpaceae
    11. Dichapetalaceae

  12. Orden Euphorbiales
    1. Buxaceae
    2. Simmondsiaceae
    3. Pandaceae
    4. Euphorbiaceae

  13. Orden Rhamnales
    1. Rhamnaceae
    2. Leeaceae
    3. Vitaceae

  14. Orden Linales
    1. Erythroxylaceae
    2. Humiriaceae
    3. Ixonanthaceae
    4. Hugoniaceae
    5. Linaceae

  15. Orden Polygalales
    1. Malpighiaceae
    2. Vochysiaceae
    3. Trigoniaceae
    4. Tremandraceae
    5. Polygalaceae
    6. Xanthophyllaceae
    7. Krameriaceae

  16. Orden Sapindales
    1. Staphyleaceae
    2. Melianthaceae
    3. Bretschneideraceae
    4. Akaniaceae
    5. Sapindaceae
    6. Hippocastanaceae
    7. Aceraceae
    8. Burseraceae
    9. Anacardiaceae
    10. Julianiaceae
    11. Simaroubaceae
    12. Cneoraceae
    13. Meliaceae
    14. Rutaceae
    15. Zygophyllaceae

  17. Orden Geraniales
    1. Oxalidaceae
    2. Geraniaceae
    3. Limnanthaceae
    4. Tropaeolaceae
    5. Balsaminaceae

  18. Orden Apiales
    1. Araliaceae
    2. Apiaceae
6. Subclase Asteridae
  1. Orden Gentianales
    1. Loganiaceae
    2. Retziaceae
    3. Gentianaceae
    4. Saccifoliaceae
    5. Apocynaceae
    6. Asclepiadaceae

  2. Orden Solanales
    1. Duckeodendraceae
    2. Nolanaceae
    3. Solanaceae
    4. Convolvulaceae
    5. Cuscutaceae
    6. Menyanthaceae
    7. Polemoniaceae
    8. Hydrophyllaceae

  3. Orden Lamiales
    1. Lennoaceae
    2. Boraginaceae
    3. Verbenaceae
    4. Lamiaceae

  4. Orden Callitrichales
    1. Hippuridaceae
    2. Callitrichaceae
    3. Hydrostachyaceae

  5. Order Plantaginales
    1. Plantaginaceae

  6. Orden Scrophulariales
    1. Buddlejaceae
    2. Oleaceae (familia del olivo)
    3. Scrophulariaceae
    4. Globulariaceae
    5. Myoporaceae
    6. Orobanchaceae
    7. Gesneriaceae
    8. Acanthaceae
    9. Pedaliaceae
    10. Bignoniaceae
    11. Mendonciaceae
    12. Lentibulariaceae

  7. Orden Campanulales
    1. Pentaphragmataceae
    2. Sphenocleaceae
    3. Campanulaceae
    4. Stylidiaceae
    5. Donatiaceae
    6. Brunoniaceae
    7. Goodeniaceae

  8. Orden Rubiales
    1. Rubiaceae
    2. Theligonaceae

  9. Orden Dipsacales
    1. Caprifoliaceae
    2. Adoxaceae
    3. Valerianaceae
    4. Dipsacaceae

  10. Orden Calycerales
    1. Calyceraceae

  11. Orden Asterales
    1. Asteraceae

### ClaseLiliopsida
1. Subclase Alismatidae
  1. Orden Alismatales
    1. Butomaceae
    2. Limnocharitaceae
    3. Alismataceae

  2. Orden Hydrocharitales
    1. Hydrocharitaceae

  3. Orden Najadales
    1. Aponogetonaceae
    2. Scheuchzeriaceae
    3. Juncaginaceae
    4. Potamogetonaceae
    5. Ruppiaceae
    6. Najadaceae
    7. Zannichelliaceae
    8. Posidoniaceae
    9. Cymodoceaceae
    10. Zosteraceae

  4. Orden Triuridales
    1. Petrosaviaceae
    2. Triuridaceae
2. Subclase Arecidae
  1. Orden Arecales
    1. Arecaceae (familia de las palmeras)

  2. Orden Cyclanthales
    1. Cyclanthaceae

  3. Orden Pandanales
    1. Pandanaceae

  4. Orden Arales
    1. Acoraceae
    2. Araceae
    3. Lemnaceae
3. Subclase Commelinidae
  1. Orden Commelinales
    1. Rapateaceae
    2. Xyridaceae
    3. Mayacaceae
    4. Commelinaceae

  2. Orden Eriocaulales
    1. Eriocaulaceae

  3. Orden Restionales
    1. Flagellariaceae
    2. Joinvilleaceae
    3. Restionaceae
    4. Centrolepidaceae

  4. Orden Juncales
    1. Juncaceae
    2. Thurniaceae

  5. Orden Cyperales
    1. Cyperaceae
    2. Poaceae

  6. Orden Hydatellales
    1. Hydatellaceae

  7. Orden Typhales
    1. Sparganiaceae
    2. Typhaceae
4. Subclase Zingiberidae
  1. Orden Bromeliales
    1. Bromeliaceae

  2. Orden Zingiberales
    1. Strelitziaceae
    2. Heliconiaceae
    3. Musaceae
    4. Lowiaceae
    5. Zingiberaceae
    6. Costaceae
    7. Cannaceae
    8. Marantaceae
5. Subclase Liliidae
  1. Orden Liliales
    1. Philydraceae
    2. Pontederiaceae
    3. Haemodoraceae
    4. Cyanastraceae
    5. Liliaceae
    6. Iridaceae
    7. Velloziaceae
    8. Aloeaceae
    9. Agavaceae
    10. Xanthorrhoeaceae
    11. Hanguanaceae
    12. Taccaceae
    13. Stemonaceae
    14. Smilacaceae
    15. Dioscoreaceae

  2. Orden Orchidales
    1. Geosiridaceae
    2. Burmanniaceae
    3. Corsiaceae
    4. Orchidaceae